# Wojenny almanach filmowy nr 6
Wojenny almanach filmowy nr 6 (ros. Боевой киносборник № 6) – radziecki film wojenny z 1941 roku. Szósty film z serii trzynastu "Wojennych Albumów Filmowych" poświęconych wielkiej wojnie ojczyźnianej. 

## Bankiet w Żyrmunce
Nowela filmowa Bankiet w Żyrmunce (Пир в Жирмунке) – krótkometrażowy film wojenny oparty na prawdziwych wydarzeniach. Historia opowiada o okrutnych zmaganiach narodu radzieckiego z faszystowskim okupantem. Film pokazuje bohaterski czyn starej Rosjanki Praskowii (Anastasija Zujewa), która podstępnie truje swoich nieproszonych gości – żołnierzy hitlerowskich podając im zatrute jedzenie. Aby hitlerowcy niczego nie podejrzewali, Praskowia jest gotowa zjeść nawet zatrute jedzenie razem z nimi i oddać życie za ojczyznę.

## Obsada
- Aleksandra Daniłowa
- Nikołaj Kriuczkow
- Władimir Uralski
- Anastasija Zujewa jako Praskowia